# Macaca arctoides
Macaca arctoides é uma espécie do gênero Macaca.
Os indivíduos da espécie Macaca arctoides são encontrados no Sul da Ásia. Na Índia, encontram-se ao sul do Rio Brahmaputra, no nordeste do país.  Sua presença no país estende-se de Assam e Meghalaya até Aruanchal Pradesh oriental, Nagaland, Manipur, Mizoram e Tripura.
Apesar de se alimentarem primariamente de frutas, também comem diversos tipos de vegetação - tais como sementes, folhas e raízes - e caranguejos, sapos, ovos de pássaros e insetos.

## Características
Os indivíduos da espécie possuem pêlos longos, grossos e marrom escuro cobrindo o corpo. No entanto, a face e a cauda - que mede entre 32 e 69 mm - são desprovidos de pêlos. Os filhotes nascem brancos e conforme amadurecem, escurecem. Ao envelhecer, a face normalmente rosada ou avermelhada passa a ter um tom marrom próximo a negro e boa parte dos pêlos caem. Os indivíduos machos são consideravelmente maiores que as fêmeas, medindo de 51.7 a 65 cm e pesando de 9.7 a 10.2 kg, enquanto as fêmeas medem de 48.5 a 58.5 cm e pesam de 7.5 a 9.1 kg. Os dentes caninos dos machos apresentam importante relação com o estabelecimento de dominância social em determinado grupo e, portanto, são mais alongados do que os observados nas fêmeas. Como todos os macacos, esta espécie apresenta bolsas nas bochechas para estocar comida por um curto período.

## Habitat
Este macaco do velho mundo é quadrupede e, não sendo muito ágil em árvores, locomove-se preferencialmente no solo. Comumente encontrado em florestas subtropicais e tropicais, pode apresentar-se em diferentes elevações, dependendo da precipitação local. Depende de florestas úmidas para obter comida e abrigo e por isso não é encontrado em florestas secas, excetuando-se na região dos Himalaias da Índia. A espécie está distribuída do nordeste da Índia e sul da China até a ponta nordeste do Oeste da Malásia na Península da Malásia. Também é encontrada em Myanmar, Tailândia, Vietnã e Bangladesh oriental. Uma população foi introduzida para estudos em Tanaxpillo - uma ilha desabitada no Lago Catemaco, Veracruz, México - em 1974. A maioria das informações acerca desta espécie provém dessa população introduzida em Tanaxpillo e de outros cativeiros. Poucos longos estudos foram conduzidos sobre esta espécie em ambientes selvagens.